# Q Tour
A Q Tour é uma série de torneios de snooker.
A turnê ocorreu originalmente entre a temporada de 1994–95 e a temporada de 2004–05 com provas profissionais não pontuáveis para o ranking. Posteriormente, foi rebatizado como UK Tour e depois para Challenge Tour. Foi retomado para a temporada de 2018–19 e acabou sendo renomeado como Q Tour na temporada de 2021–22.

## História
O conceito de um tour profissional secundário foi experimentado pela primeira vez na temporada de 1994–95 na forma do WPBSA Minor Tour para servir como opção de competição para jogadores profissionais com baixa colocação no ranking, mas durou apenas uma temporada. Devido ao excesso de inscrições na World Snooker Tour, a turnê principal, uma estrutura de tour em duas camadas foi adotada na temporada de 1997–98, resultando na Main Tour e na UK Tour. A Main Tour tinha adesão exclusiva, enquanto isso, inicialmente todos os membros profissionais podiam competir na UK Tour e as melhores performances podiam dar direito à promoção. A partir da temporada de 1999–2000, a entrada foi limitada a jogadores que não competiam na Main Tour, e a partir da temporada de 2001–02 a própria UK Tour passou a ter adesão exclusiva. A partir da temporada de 2000–01, a série foi rebatizada como Challenge Tour.
Em sua primeira temporada foram cinco eventos, mas o número foi reduzido para quatro nas temporadas seguintes. Houve dois break máximos oficiais na UK Tour, ambos na temporada de 1998–99; o primeiro foi feito pelo inglês Stuart Bingham contra o compatriota Barry Hawkins no Evento 3, e o segundo pelo inglês Nick Dyson contra o compatriota Adrian Gunnell no Evento 4. A turnê foi descontinuada após a temporada de 2004–05.
A Pro Challenge Series foi introduzida para a temporada de 2009–10, com todos os jogadores do tour sendo elegíveis para a competição. Apenas quatro dos sete eventos planejados foram disputados antes da série ser encerrada devido à baixa participação dos jogadores. Na temporada seguinte, 2010–11, a Pro Challenge Series foi substituída pela Players Tour Championship, uma turnê secundária.
A Challenge Tour foi retomada na temporada de 2018–19, consistindo em dez eventos disputados em um ou dois dias, com direito a premiação e um limite máximo de 72 jogadores (64 melhores da Order of Merit da Q School, mais oito curingas) . Os dois melhores jogadores da Order of Merit da Challenge Tour receberam um card de dois anos para a temporada seguinte. A partir da temporada de 2020–21, a Challenge Tour foi renomeada como Q Tour.

## Edições
| Temporada                       | Evento       | Campeão             | Vice-campeão     | Placar | Local                | Ref.        |
| ------------------------------- | ------------ | ------------------- | ---------------- | ------ | -------------------- | ----------- |
| WPBSA Minor Tour (profissional) |              |                     |                  |        |                      |             |
| 1994–95                         | Evento 1     | Jamie Woodman       | Matt Wilson      | 6–2    | Antwerp              | [ 1 ] [ 4 ] |
| 1994–95                         | Evento 2     | Noppadon Noppachorn | Sammy Chong      | 8–6    | Khon Kaen            | [ 1 ] [ 4 ] |
| 1994–95                         | Evento 3     | John Lardner        | Eddie Manning    | 5–2    | Munich               | [ 1 ] [ 4 ] |
| 1994–95                         | Evento 4     | Colin Morton        | Matthew Couch    | 6–5    | Helsinki             | [ 1 ] [ 4 ] |
| 1994–95                         | Evento 5     | David Roe           | Tony Drago       | 6–3    | Marsaskala           | [ 1 ] [ 4 ] |
| 1994–95                         | Evento 6     | Drew Henry          | Mark Williams    | 6–5    | Beijing              | [ 1 ] [ 4 ] |
| UK Tour (profissional)          |              |                     |                  |        |                      |             |
| 1997–98                         | Evento 1     | Paul McPhillips     | Michael Holt     | 6–5    | Aldershot            | [ 1 ] [ 4 ] |
| 1997–98                         | Evento 2     | Mark Fenton         | Antony Bolsover  | 6–4    | Stockport            | [ 1 ] [ 4 ] |
| 1997–98                         | Evento 3     | Simon Bedford       | Robert Milkins   | 6–4    | Swindon              | [ 1 ] [ 4 ] |
| 1997–98                         | Evento 4     | Patrick Wallace     | Shaun Murphy     | 6–4    | Stirling             | [ 1 ] [ 4 ] |
| 1997–98                         | Evento 5     | Paul Sweeny         | Hugh Abernethy   | 6–5    | Newcastle-under-Lyme | [ 1 ] [ 4 ] |
| 1998–99                         | Evento 1     | Alfie Burden        | Anthony Davies   | 6–5    | Stockport            | [ 1 ] [ 4 ] |
| 1998–99                         | Evento 2     | Joe Swail           | Alfie Burden     | 6–1    | Swindon              | [ 1 ] [ 4 ] |
| 1998–99                         | Evento 3     | Stuart Bingham      | Matthew Couch    | 6–1    | Swindon              | [ 1 ] [ 4 ] |
| 1998–99                         | Evento 4     | James Reynolds      | Jason Ferguson   | 6–4    | Stockport            | [ 1 ] [ 4 ] |
| 1999–2000                       | Evento 1     | Matt Wilson         | Barry Hawkins    | 6–4    | Oldham               | [ 1 ] [ 4 ] |
| 1999–2000                       | Evento 2     | Andrew Higginson    | Scott MacKenzie  | 6–3    | Swindon              | [ 1 ] [ 4 ] |
| 1999–2000                       | Evento 3     | Simon Bedford       | Barry Hawkins    | 6–5    | Stockport            | [ 1 ] [ 4 ] |
| 1999–2000                       | Evento 4     | Barry Hawkins       | Craig Butler     | 6–1    | Swindon              | [ 1 ] [ 4 ] |
| Challenge Tour (profissional)   |              |                     |                  |        |                      |             |
| 2000–01                         | Evento 1     | Adrian Rosa         | Surinder Gill    | 6–4    | Swindon              | [ 1 ] [ 4 ] |
| 2000–01                         | Evento 2     | Andrew Norman       | Luke Fisher      | 6–3    | Harrogate            | [ 1 ] [ 4 ] |
| 2000–01                         | Evento 3     | Shaun Murphy        | Andrew Norman    | 6–3    | Swindon              | [ 1 ] [ 4 ] |
| 2000–01                         | Evento 4     | Shaun Murphy        | Luke Simmonds    | 6–2    | Harrogate            | [ 1 ] [ 4 ] |
| 2001–02                         | Evento 1     | James Reynolds      | Steve Judd       | 6–5    | Harrogate            | [ 1 ] [ 4 ] |
| 2001–02                         | Evento 2     | Leo Fernandez       | Ryan Day         | 6–3    | Swindon              | [ 1 ] [ 4 ] |
| 2001–02                         | Evento 3     | Lee Spick           | Joe Delaney      | 6–3    | Harrogate            | [ 1 ] [ 4 ] |
| 2001–02                         | Evento 4     | David Gilbert       | Ryan Day         | 6–3    | Swindon              | [ 1 ] [ 4 ] |
| 2002–03                         | Evento 1     | Chris Melling       | Tom Ford         | 6–2    | Mansfield            | [ 9 ]       |
| 2002–03                         | Evento 2     | Adrian Rosa         | Stuart Mann      | 6–5    | Swindon              | [ 10 ]      |
| 2002–03                         | Evento 3     | Michael Rhodes      | Luke Simmonds    | 6–5    | Swindon              | [ 11 ]      |
| 2002–03                         | Evento 4     | Kurt Maflin         | James Leadbetter | 6–2    | Prestatyn            | [ 12 ]      |
| 2003–04                         | Evento 1     | Stefan Mazrocis     | Paul Davison     | 6–2    | Prestatyn            | [ 13 ]      |
| 2003–04                         | Evento 2     | Hugh Abernethy      | Gary Wilson      | 6–0    | Prestatyn            | [ 14 ]      |
| 2003–04                         | Evento 3     | Brian Salmon        | Steve James      | 6–1    | Prestatyn            | [ 15 ]      |
| 2003–04                         | Evento 4     | Gary Wilson         | Jin Long         | 6–4    | Prestatyn            | [ 16 ]      |
| 2004–05                         | Evento 1     | Jamie Cope          | Chris Norbury    | 6–2    | Prestatyn            | [ 17 ]      |
| 2004–05                         | Evento 2     | James Tatton        | Matthew Barnes   | 6–4    | Prestatyn            | [ 18 ]      |
| 2004–05                         | Evento 3     | James McBain        | Mark Allen       | 6–3    | Prestatyn            | [ 19 ]      |
| 2004–05                         | Evento 4     | Jamie Cope          | Matthew Couch    | 6–0    | Prestatyn            | [ 20 ]      |
| Challenge Tour (amadora)        |              |                     |                  |        |                      |             |
| 2018–19                         | Evento 1     | Brandon Sargeant    | Luke Simmonds    | 3–1    | Burton upon Trent    |             |
| 2018–19                         | Evento 2     | David Grace         | Mitchell Mann    | 3–0    | Preston              |             |
| 2018–19                         | Evento 3     | Barry Pinches       | Jackson Page     | 3–2    | Riga                 |             |
| 2018–19                         | Evento 4     | Mitchell Mann       | Dylan Emery      | 3–0    | Fürth                |             |
| 2018–19                         | Evento 5     | David Lilley        | Brandon Sargeant | 3–1    | Derby                |             |
| 2018–19                         | Evento 6     | David Grace         | Ben Hancorn      | 3–0    | Lommel               |             |
| 2018–19                         | Evento 7     | Joel Walker         | Jenson Kendrick  | 3–0    | Barnsley             |             |
| 2018–19                         | Evento 8     | Simon Bedford       | David Lilley     | 3–1    | Budapest             |             |
| 2018–19                         | Evento 9     | Adam Duffy          | Matthew Glasby   | 3–1    | Sheffield            |             |
| 2018–19                         | Evento 10    | George Pragnell     | Callum Lloyd     | 3–2    | Gloucester           |             |
| 2019–20                         | Evento 1     | Ka Wai Cheung       | Oliver Brown     | 3–1    | Nuremberg            |             |
| 2019–20                         | Evento 2     | Jake Nicholson      | Andrew Pagett    | 3–1    | Newbury              |             |
| 2019–20                         | Evento 3     | Andrew Pagett       | Robbie McGuigan  | 3–0    | Leeds                |             |
| 2019–20                         | Evento 4     | Ashley Hugill       | Aaron Hill       | 3–1    | Bruges               |             |
| 2019–20                         | Evento 5     | Allan Taylor        | Michael Collumb  | 3–1    | Leicester            |             |
| 2019–20                         | Evento 6     | Oliver Brown        | Ashley Hugill    | 3–1    | Budapest             |             |
| 2019–20                         | Evento 7     | Dean Young          | Andrew Pagett    | 3–1    | Pelt                 |             |
| 2019–20                         | Evento 8     | Lukas Kleckers      | Tyler Rees       | 3–1    | Tamworth             |             |
| 2019–20                         | Evento 9     | Ashley Hugill       | Sydney Wilson    | 3–1    | Llanelli             |             |
| 2019–20                         | Evento 10    | Adam Duffy          | Kuldesh Johal    | 3–1    | Leicester            |             |
| 2019–20                         | Tour Playoff | Allan Taylor        | Adam Duffy       | 4–0    | Sheffield            |             |
| Q Tour (amadora)                |              |                     |                  |        |                      |             |
| 2021–22                         | Evento 1     | David Lilley        | Si Jiahui        | 5–1    | Brighton             |             |
| 2021–22                         | Evento 2     | Si Jiahui           | Michael White    | 5–4    | Llanelli             |             |
| 2021–22                         | Evento 3     | Sean O'Sullivan     | Julien Leclercq  | 5–2    | Leicester            |             |
| 2021–22                         | Evento 4     | Robbie McGuigan     | Michael Collumb  | 5–3    | Leeds                |             |
| 2021–22                         | Playoff      | Julien Leclercq     | Alex Clenshaw    | 5–2    | Darlington           |             |

## Campeões daOrder of Merit
| Temporada                     | Campeão          | Ref.  |
| ----------------------------- | ---------------- | ----- |
| UK Tour (profissional)        |                  |       |
| 1997–98                       | Paul McPhillips  | [ 1 ] |
| 1998–99                       | Alfie Burden     | [ 1 ] |
| 1999–2000                     | Barry Hawkins    | [ 1 ] |
| Challenge Tour (profissional) |                  |       |
| 2000–01                       | Shaun Murphy     | [ 1 ] |
| 2001–02                       | Ryan Day         | [ 1 ] |
| 2002–03                       | Martin Gould     | [ 1 ] |
| 2003–04                       | Brian Salmon     | [ 1 ] |
| 2004–05                       | Jamie Cope       | [ 1 ] |
| Challenge Tour (amadora)      |                  |       |
| 2018–19                       | Brandon Sargeant | [ 1 ] |
| 2019–20                       | Ashley Hugill    | [ 1 ] |
| Q Tour (amadora)              |                  |       |
| 2021–22                       | Si Jiahui        | [ 1 ] |